# Lajeado-Estrela (tiểu vùng)
Lajeado-Estrela là một tiểu vùng thuộc bang Rio Grande do Sul, Brasil. Tiều vùng này có diện tích 4017 km², dân số năm 2007 là 276922 người.